# Rajon Nowoajdar
Der Rajon Nowoajdar (ukrainisch Новоайдарський район/Nowoajdarskyj rajon; russisch Новоайдарский район/Nowoaidarski rajon) war eine 1923 (in seinen heutigen Grenzen 1965) gegründete Verwaltungseinheit innerhalb der Oblast Luhansk im Osten der Ukraine.
Der Rajon hatte eine Fläche von 1836 km² und eine Bevölkerung von etwa 42.000 Einwohnern, der Verwaltungssitz befand sich in der namensgebenden Siedlung städtischen Typs Nowoajdar.
Am 17. Juli 2020 kam es im Zuge einer großen Rajonsreform zum Anschluss des Rajonsgebietes an den Rajon Schtschastja sowie kleinerer Teile im Westen an den Rajon Sjewjerodonezk.

Flagge des Rajons

## Geographie
Der Rajon lag im Herzen der Oblast Luhansk. Er grenzte im Norden an den Rajon Starobilsk, im Nordosten an den Rajon Bilowodsk, im Osten an den Rajon Stanytschno-Luhanske, im Süden an den Rajon Slowjanoserbsk, im Südwesten an den Rajon Popasna sowie im Nordwesten an den Rajon Kreminna.

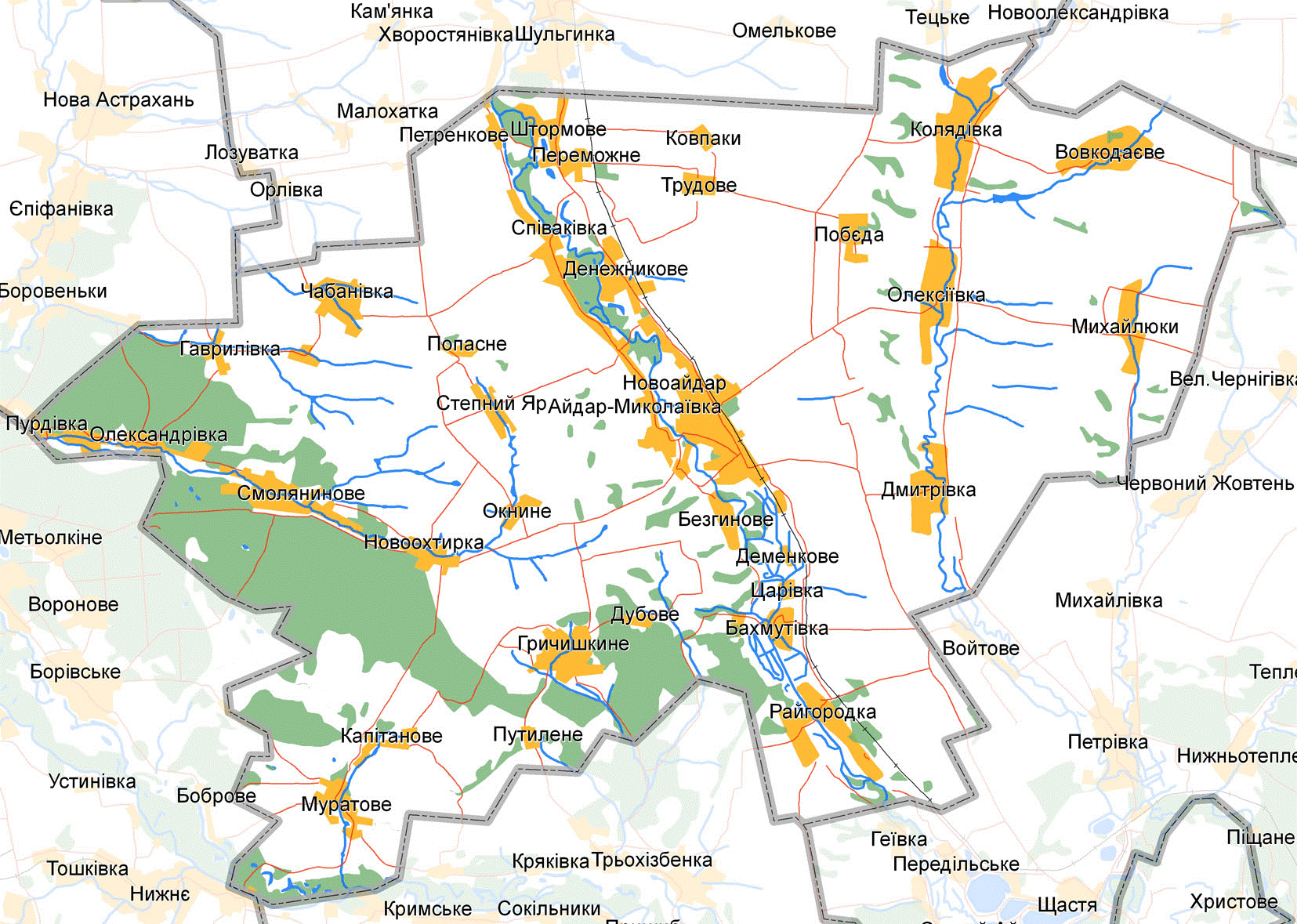
Übersichtskarte des Rajons

Durch das ehemalige Rajonsgebiet fließen in südlicher Richtung der Ajdar sowie der Jewsuh (Євсуг) sowie im Westen der Jeryk (Єрик), dabei ergeben sich Höhenlagen zwischen 45 und 190 Metern.
Am 7. Oktober 2014 wurde die bis dahin zur Stadt Luhansk gehörende Stadt Schtschastja sowie die zum Rajon Slowjanoserbsk gehörenden Dörfer Krymske (Кримське), Prytschepyliwka (Причепилівка), Sokilnyky (Сокільники), Trjochisbenka (Трьохізбенка), Krjakiwka (Кряківка), Orichowe-Donezke (Оріхове-Донецьке), Lobatschewe (Лобачеве) und Lopaskyne (Лопаскине) dem Rajonsgebiet angeschlossen.

## Administrative Gliederung
Auf kommunaler Ebene war der Rajon in eine Stadtratsgemeinde, eine Siedlungsratsgemeinde sowie 16 Landratsgemeinden unterteilt, denen jeweils einzelne Ortschaften untergeordnet waren. Die beabsichtigte Einrichtung einer Siedlungsgemeinde Nowoajdar wurde noch nicht umgesetzt.
Zum Verwaltungsgebiet gehörten:
- 1 Stadt
- 1 Siedlung städtischen Typs
- 57 Dörfer
- 1 Ansiedlung

### Stadt
| Städte                   | Städte     | Städte               |
| Name                     | Name       | Name                 |
| ukrainisch transkribiert | ukrainisch | russisch             |
| ------------------------ | ---------- | -------------------- |
| Schtschastja             | Щастя      | Счастье (Stschastje) |

### Siedlungen städtischen Typs
| Siedlungen städtischen Typs | Siedlungen städtischen Typs | Siedlungen städtischen Typs |
| Name                        | Name                        | Name                        |
| ukrainisch transkribiert    | ukrainisch                  | russisch                    |
| --------------------------- | --------------------------- | --------------------------- |
| Nowoajdar                   | Новоайдар                   | Новоайдар (Nowoaidar)       |

### Dörfer und Siedlungen
| Dörfer                   | Dörfer           | Dörfer                                | Dörfer            |
| Name                     | Name             | Name                                  | Gemeindezuordnung |
| ukrainisch transkribiert | ukrainisch       | russisch                              | Gemeindezuordnung |
| ------------------------ | ---------------- | ------------------------------------- | ----------------- |
| Ajdar-Mykolajiwka        | Айдар-Миколаївка | Айдар-Николаевка (Aidar-Nikolajewka)  | Nowoajdar         |
| Bachmutiwka              | Бахмутівка       | Бахмутовка (Bachmutowka)              | Bachmutiwka       |
| Beshynowe                | Безгинове        | Безгиново (Besginowo)                 | Hretschyschkyne   |
| Deneschnykowe            | Денежникове      | Денежниково (Deneschnikowo)           | Deneschnykowe     |
| Demenkowe                | Деменкове        | Деменково (Demenkowo)                 | Bachmutiwka       |
| Dmytriwka                | Дмитрівка        | Дмитровка (Dmitrowka)                 | Dmytriwka         |
| Dubowe                   | Дубове           | Дубовое (Dubowoje)                    | Bachmutiwka       |
| Hawryliwka               | Гаврилівка       | Гавриловка (Gawrilowka)               | Tschabaniwka      |
| Hretschyschkyne          | Гречишкине       | Гречишкино (Gretschischkino)          | Hretschyschkyne   |
| Kapitanowe               | Капітанове       | Капитаново (Kapitanowo)               | Muratowe          |
| Koljadiwka               | Колядівка        | Колядовка (Koljadowka)                | Koljadiwka        |
| Kowpaky                  | Ковпаки          | Колпаки (Kowpaki)                     | Schtormowe        |
| Krjakiwka                | Кряківка         | Кряковка (Krjakowka)                  | Trjochisbenka     |
| Krymske                  | Кримське         | Крымское (Krymskoje)                  | Krymske           |
| Lobatschewe              | Лобачеве         | Лобачёво (Lobatschjowo)               | Trjochisbenka     |
| Lopaskyne                | Лопаскине        | Лопаскино (Lopaskino)                 | Trjochisbenka     |
| Malowendeliwka           | Маловенделівка   | Маловенделевка (Malowendelewka)       | Nowoajdar         |
| Muratowe                 | Муратове         | Муратово (Muratowo)                   | Muratowe          |
| Mychajliwka              | Михайлівка       | Михайловка (Michailowka)              | Bachmutiwka       |
| Mychajljuky              | Михайлюки        | Михайлюки (Michailjuki)               | Oleksijiwka       |
| Nowoochtyrka             | Новоохтирка      | Новоахтырка (Nowoachtyrka)            | Nowoochtyrka      |
| Nyschnij Suchodil        | Нижній Суходіл   | Нижний Суходол (Nischni Suchodol)     | Tschabaniwka      |
| Oknyne                   | Окнине           | Окнино (Oknino)                       | Hretschyschkyne   |
| Oleksandriwka            | Олександрівка    | Александровка (Alexandrowka)          | Tschabaniwka      |
| Oleksijiwka              | Олексіївка       | Алексеевка (Alexejewka)               | Oleksijiwka       |
| Orichowe-Donezke         | Оріхове-Донецьке | Орехово-Донецкое (Orechowo-Donezkoje) | Trjochisbenka     |
| Peremoschne              | Переможне        | Переможное (Peremoschnoje)            | Schtormowe        |
| Petrenkowe               | Петренкове       | Петренково (Petrenkowo)               | Schtormowe        |
| Popasne                  | Попасне          | Попасное (Popasnoje)                  | Nowoochtyrka      |
| Prytschepyliwka          | Причепилівка     | Причепиловка (Pritschepilowka)        | Krymske           |
| Purdiwka                 | Пурдівка         | Пурдовка (Purdowka)                   | Tschabaniwka      |
| Putylyne                 | Путилине         | Путилино (Putilino)                   | Hretschyschkyne   |
| Rajhorodka               | Райгородка       | Райгородка (Raigorodka)               | Rajhorodka        |
| Schtormowe               | Штормове         | Штормово (Schtormowo)                 | Schtormowe        |
| Smoljanynowe             | Смолянинове      | Смоляниново (Smoljaninowo)            | Smoljanynowe      |
| Sokilnyky                | Сокільники       | Сокольники (Sokolniki)                | Krymske           |
| Spiwakiwka               | Співаківка       | Спеваковка (Spewakowka)               | Spiwakiwka        |
| Stepnyj Jar              | Степний Яр       | Степной Яр (Stepnoi Jar)              | Nowoochtyrka      |
| Trjochisbenka            | Трьохізбенка     | Трёхизбенка                           | Trjochisbenka     |
| Trudowe                  | Трудове          | Трудовое (Trudowoje)                  | Schtormowe        |
| Tschabaniwka             | Чабанівка        | Чабановка (Tschabanowka)              | Tschabaniwka      |
| Tschystopillja           | Чистопілля       | Чистополье (Tschistopolje)            | Pobjeda           |
| Wowkodajewe              | Вовкодаєве       | Волкодаево (Wolkodajewo)              | Koljadiwka        |
| Zariwka                  | Царівка          | Царевка (Zarewka)                     | Bachmutiwka       |
| Siedlungen               |                  |                                       |                   |
| Pobjeda                  | Побєда           | Победа (Pobeda)                       | Pobjeda           |